# Parrocchie della diocesi di Lanusei
Le parrocchie della diocesi di Lanusei sono 34 e sono distribuite in comuni e frazioni appartenenti alla provincia di Nuoro e alla provincia del Sud Sardegna.

## Forania di Lanusei
Comprende le parrocchie dei comuni di Lanusei, Arzana, Bari Sardo, Elini, Ilbono, Loceri e Villagrande Strisaili. La popolazione del territorio ammonta a 21.549 unità.
| Parrocchia                                           | Patrono                      | Comune                | Frazione/Quartiere  | Popolazione | Web |
| ---------------------------------------------------- | ---------------------------- | --------------------- | ------------------- | ----------- | --- |
| Arzana                                               | San Giovanni Battista        | Arzana                | centro              | 3.027       |     |
| Bari Sardo                                           | Nostra Signora di Monserrato | Bari Sardo            | centro              | 3.978       |     |
| Lanusei - Cattedrale "Santa Maria Maddalena"         | Santa Maria Maddalena        | Lanusei               | centro              | 4.200       |     |
| Elini                                                | San Gavino                   | Elini                 | centro              | 526         |     |
| Ilbono                                               | San Giovanni Battista        | Ilbono                | centro              | 2.417       |     |
| Lanusei - Santuario Diocesano "Madonna di Ogliastra" | Nostra Signora di Ogliastra  | Lanusei               | centro              | 2.161       |     |
| Loceri                                               | San Pietro                   | Loceri                | centro              | 1.480       |     |
| Villagrande Strisaili                                | San Gabriele arcangelo       | Villagrande Strisaili | centro              | 3.043       |     |
| Villanova Strisaili                                  | San Michele arcangelo        | Villagrande Strisaili | Villanova Strisaili | 717         |     |

## Forania di Jerzu
Comprende le parrocchie dei comuni di Jerzu, Cardedu, Gairo, Osini, Perdasdefogu, Villaputzu, Tertenia e Ulassai. La popolazione del territorio ammonta a 18.327 unità.
| Parrocchia               | Patrono        | Comune     | Frazione/Quartiere | Popolazione | Web |
| ------------------------ | -------------- | ---------- | ------------------ | ----------- | --- |
| Jerzu                    | Sant'Erasmo    | Jerzu      | centro             | 3.548       |     |
| Cardedu                  | San Paolo      | Cardedu    | centro             | 1.426       |     |
| Gairo                    | Sant'Elena     | Gairo      | centro             | 1.737       |     |
| Osini                    | Santa Susanna  | Osini      | centro             | 1.131       |     |
| Tertenia                 | San Sebastiano | Tertenia   | centro             | 3.735       |     |
| Ulassai                  | Sant'Antioco   | Ulassai    | centro             | 1.732       |     |
| Villaputzu - San Giorgio | San Giorgio    | Villaputzu | centro             | 3.818       |     |
| Villaputzu - Santa Maria | Santa Maria    | Villaputzu | centro             | 1.200       |     |

## Forania di Seui
Comprende le parrocchie dei comuni di Seui, Escalaplano, Esterzili, Sadali, Seulo, Ussassai. Solo da pochi anni il Vescovo Antonello Mura ha aggiunto anche Perdasdefogu. La popolazione del territorio ammonta a 11.322 unità.
| Parrocchia   | Patrono                  | Comune       | Frazione/Quartiere | Popolazione | Web |
| ------------ | ------------------------ | ------------ | ------------------ | ----------- | --- |
| Seui         | Santa Maria Maddalena    | Seui         | centro             | 1.803       |     |
| Escalaplano  | San Sebastiano           | Escalaplano  | centro             | 2.741       |     |
| Esterzili    | San Michele arcangelo    | Esterzili    | centro             | 946         |     |
| Sadali       | San Valentino            | Sadali       | centro             | 1.246       |     |
| Seulo        | Beata Vergine Immacolata | Seulo        | centro             | 1.181       |     |
| Ussassai     | San Giovanni Battista    | Ussassai     | centro             | 872         |     |
| Perdasdefogu | San Pietro               | Perdasdefogu | centro             | 2.533       |     |

## Forania di Tortolì
Comprende le parrocchie dei comuni di Tortolì, Baunei, Girasole, Lotzorai, Talana, Triei e Urzulei. La popolazione del territorio ammonta a 20.031 unità.
| Parrocchia                     | Patrono                       | Comune   | Frazione/Quartiere    | Popolazione | Web |
| ------------------------------ | ----------------------------- | -------- | --------------------- | ----------- | --- |
| Tortolì - Sant'Andrea apostolo | Sant'Andrea apostolo          | Tortolì  | centro                | 4.818       |     |
| Arbatax                        | Stella Maris                  | Tortolì  | Arbatax               | 2.112       |     |
| Baunei                         | San Nicola di Bari            | Baunei   | centro                | 2.689       |     |
| Girasole                       | Nostra Signora di Monserrato  | Girasole | centro                | 810         |     |
| Lotzorai                       | Sant'Elena imperatrice        | Lotzorai | centro                | 2.023       |     |
| Santa Maria Navarrese          | Beata Vergine Assunta         | Baunei   | Santa Maria Navarrese | 1.372       |     |
| Talana Strisaili               | Santa Marta vergine e martire | Talana   | centro                | 1.247       |     |
| Tortolì - San Giuseppe         | San Giuseppe                  | Tortolì  | centro                | 2.213       |     |
| Triei                          | Santi Cosma e Damiano         | Triei    | centro                | 1.247       |     |
| Urzulei                        | San Giovanni Battista         | Urzulei  | centro                | 1.500       |     |